# Story of Seasons: Trio of Towns
A Story of Seasons: Trio of Towns vagy ahogy Japánban ismer Bokudzsó monogatari: Miccu no szato no taiszecuna tomodacsi (牧場物語 3つの里の大切な友だち) mezőgazdaságszimulációs videójáték, melyet a Marvelous fejlesztett és jelentetett meg Nintendo 3DS kézikonzolra. A Trio of Townsban a játékos a mezőgazdasági földterületein kívül három falut is meglátogathat, mindegyiknek eltérő kultúrája és életvitele van. A játék a sorozat előző tagjához hasonlóan együttműködött a Mario sorozattal, ám ez a termények helyett ezúttal kosztümök képében mutatkozik meg. A játék 2016. június 23-án jelent meg Japánban és 2017. február 28-án Észak-Amerikában.

## Fogadtatás
Megjelenésének hetében 100 319 dobozos példánnyal a Trio of Towns volt a legkelendőbb videójáték Japánban. A japán Famicú szaklap 32/40-es pontszámmal jutalmazta a játékot, mind a négy cikkíró 8 pontosra értékelte azt.